# Klin

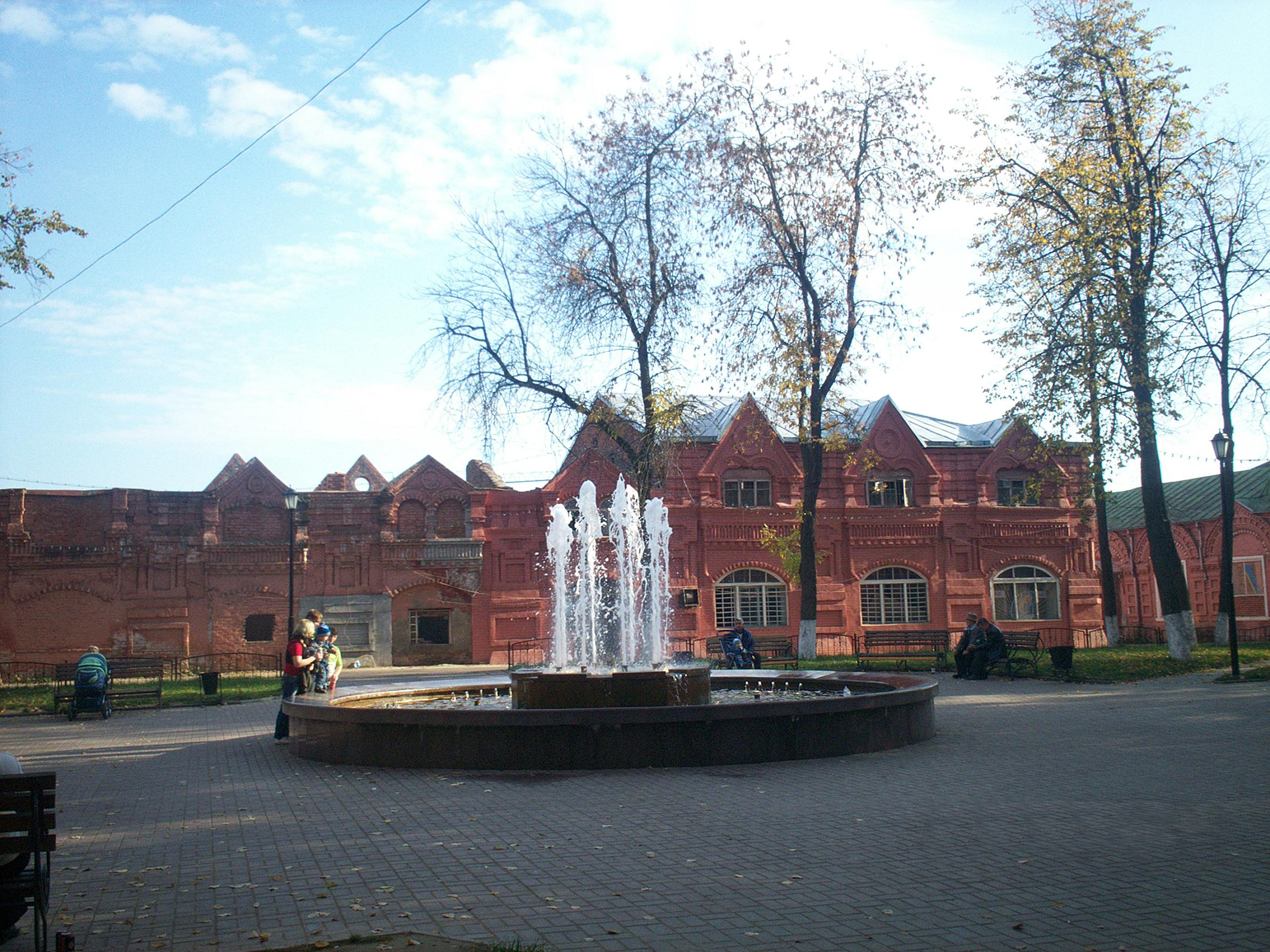
Quảng trường Xô viết ở Klin

Klin (tiếng Nga: Клин) là một thành phố Nga. Thành phố này thuộc chủ thể Moskva Oblast. Dân số: 80.585 (Điều tra dân số 2010); 83.178 (Điều tra dân số 2002); 94.908 (Điều tra dân số năm 1989).

## Khí hậu
| Dữ liệu khí hậu của Klin                | Dữ liệu khí hậu của Klin | Dữ liệu khí hậu của Klin | Dữ liệu khí hậu của Klin | Dữ liệu khí hậu của Klin | Dữ liệu khí hậu của Klin | Dữ liệu khí hậu của Klin | Dữ liệu khí hậu của Klin | Dữ liệu khí hậu của Klin | Dữ liệu khí hậu của Klin | Dữ liệu khí hậu của Klin | Dữ liệu khí hậu của Klin | Dữ liệu khí hậu của Klin | Dữ liệu khí hậu của Klin |
| Tháng                                   | 1                        | 2                        | 3                        | 4                        | 5                        | 6                        | 7                        | 8                        | 9                        | 10                       | 11                       | 12                       | Năm                      |
| --------------------------------------- | ------------------------ | ------------------------ | ------------------------ | ------------------------ | ------------------------ | ------------------------ | ------------------------ | ------------------------ | ------------------------ | ------------------------ | ------------------------ | ------------------------ | ------------------------ |
| Trung bình ngày tối đa °C (°F)          | −4 (25)                  | −3 (27)                  | 1 (34)                   | 10 (50)                  | 17 (63)                  | 21 (70)                  | 23 (73)                  | 22 (72)                  | 16 (61)                  | 9 (48)                   | 1 (34)                   | −3 (27)                  | 9 (49)                   |
| Tối thiểu trung bình ngày °C (°F)       | −11 (12)                 | −11 (12)                 | −5 (23)                  | 1 (34)                   | 7 (45)                   | 11 (52)                  | 13 (55)                  | 11 (52)                  | 7 (45)                   | 2 (36)                   | −3 (27)                  | −8 (18)                  | 1 (34)                   |
| Lượng Giáng thủy trung bình mm (inches) | 35 (1.4)                 | 34 (1.3)                 | 33 (1.3)                 | 40 (1.6)                 | 66 (2.6)                 | 80 (3.1)                 | 69 (2.7)                 | 64 (2.5)                 | 60 (2.4)                 | 53 (2.1)                 | 44 (1.7)                 | 39 (1.5)                 | 617 (24.2)               |
| Nguồn: www.meteoblue.com                |                          |                          |                          |                          |                          |                          |                          |                          |                          |                          |                          |                          |                          |